# Marit Malm Frafjord
Marit Malm Frafjord (ur. 25 listopada 1985 w Tromsø) – norweska piłkarka ręczna, reprezentantka kraju. Gra na pozycji obrotowej. W drużynie narodowej zadebiutowała 28 września 2005 roku. Obecnie występuje w norweskim Larvik HK.
Trzykrotna mistrzyni Europy 2006, 2008 i 2010. Mistrzyni świata 2011. Podczas Igrzysk Olimpijskich 2008 w Pekinie zdobyła mistrzostwo olimpijskie.

## Sukcesy reprezentacyjne
- Igrzyska Olimpijskie:
  -  2008, 2012
  -  2016
- Mistrzostwa Świata:
  -  2011
  -  2007
  -  2009
- Mistrzostwa Europy:
  -  2006, 2008, 2010, 2016
  -  2012

## Sukcesy klubowe
- Mistrzostwa Norwegii:
  -  2015, 2016, 2017
  -  2007
  -  2003
- Puchar Norwegii:
  -  2015, 2016, 2017
- Mistrzostwa Danii:
  -  2012
  -  2011
- Puchar Danii:
  -  2011, 2012
- Liga Mistrzyń:
  -  2015
- Puchar EHF:
  -  2007
- Puchar Zdobywców Pucharów:
  -  2012